# A 3 nindzsa nem hagyja magát
A 3 nindzsa nem hagyja (eredeti cím: 3 Ninjas Knuckle Up) 1995-ben bemutatott amerikai harcművészeti filmvígjáték, melyet (Simon Sheen álnéven) Sin Szangok rendezett. A főbb szerepekben Victor Wong, Michael Treanor és Max Elliott Slade látható. 
Noha a Három kicsi nindzsa-filmsorozat harmadik részeként mutatták be, valójában időrendben ez a második rész. 1992-ben, az első filmmel azonos évben forgatták, de a forgalmazással kapcsolatos problémák miatt három évig nem került mozikba.
Az Amerikai Egyesült Államokban 1995. március 10-én került mozikba, kritikai fogadtatása negatív volt. Folytatása, egyben a filmsorozat utolsó része 1998-ban jelent meg, A 3 nindzsa nem hátrál címmel, azonban ebben egyik korábbi gyerekszínész sem tűnik fel.

## Cselekmény
A három nindzsa – a 14 éves Rocky, a 13 éves Colt és a 8 éves Tum-Tum – ezúttal egy amerikai őslakos falu védelmére siet, amelyet egy cég veszélyes hulladékkal akar elárasztani.
A nyári vakáció alatt a fiúk nindzsa nagyapjuknál, Morinál tartózkodnak és szemtanúi lesznek az őslakosok tiltakozásának egy környezetszennyező cég ellen. Másnap a három fiú egy pizzériában megismerkedik egy Jo nevű indián lánnyal: a cég emberei, J.J. vezetésével zaklatják a kislányt (aki eltűnt apját keresi és őket vádolja annak elrablásával), ezért a nindzsák Jo védelmére sietnek és megverik a gonosztevőket. A szemtanúk hősként kezelik a három fiút, de nekik emiatt fejükbe száll a dicsőség. Mori és a pizzéria tulajdonosa velük takaríttatja el a keletkezett károkat és Mori egy hasonlaton próbálja megtanítani nekik az alázat fontosságát, sikertelenül.
Jo meglátogatja védelmezőit és elmagyarázza nekik az incidens előzményeit: a férfiak Jack Harding gyáros emberei voltak, aki törvénytelenül veszélyes hulladékot rak le az indián rezervátum területén. Bizonyíték nélkül az őslakosok tehetetlenek, Jo apja, Charlie nyomozásba kezdett, de nyomtalanul eltűnt. A gyerekek belopakodnak Jack veszélyes hulladék telepére és szemtanúi lesznek a polgármester korruptságának, valamint Charlie fogságban tartásának is. Aznap éjjel visszatérnek, kiszabadítják az aktivistát és utána egy táncmulatságon az indiánokkal ünnepelnek. Jack és emberei támadásba lendülnek, de Mori segítségével visszaverik őket.
Charlie és családja bírósági meghallgatásra készül, terhelő bizonyítékkal Jack ellen. A gyáros egy motoros bandát felbérelve elraboltatja Jo-t, így próbálva megzsarolni Charlie-t, hogy ne mutassa be bizonyítékait. Rocky és testvérei Jo megmentésére sietnek és a motorosokat legyőzve időben odaérnek a lánnyal a bíróságra. Az őrséget álló rendőröket és Jack embereit leküzdve bejutnak az épületbe. Charlie ezt meglátva leüti Jacket és átadja a bizonyítékot az EPA jelenlévő képviselőjének, aki bezáratja a környezetszennyező gyárat. 
Jo és ünneplő családja a kis hősöket keresi, de a három nindzsa már csendben visszatért Mori otthonába, felismerve a dicsőség hajszolásának hiábavalóságát.

## Szereplők
| Színész                  | Szerep                     | Magyar hang     |
| ------------------------ | -------------------------- | --------------- |
| Victor Wong              | Mori Tanaka nagypapa       | Komlós András   |
| Michael Treanor          | Samuel 'Rocky' Douglas Jr. |                 |
| Max Elliott Slade        | Jeffrey 'Colt' Douglas     |                 |
| Chad Power               | Michael 'Tum-Tum' Douglas  |                 |
| Crystle Lightning        | Jo                         | Vadász Bea      |
| Charles Napier           | Jack Harding               | Csurka László   |
| Patrick Kilpatrick       | J.J.                       | Rosta Sándor    |
| Donal Logue              | Jimmy                      |                 |
| Scott MacDonald          | Eddy                       |                 |
| Don Shanks               | Charlie                    | Hankó Attila    |
| Sheldon Peters Wolfchild | Lee                        |                 |
| Nick Ramus               | Roundcreek törzsfőnök      |                 |
| Vincent Schiavelli       | polgármester               | Wohlmuth István |
| Selina Jayne             | Jo anyja                   |                 |
| Don Stark                | seriff                     |                 |
| Dennis Holahan           | Dean Thompson              |                 |

## Fogadtatás
A film negatív kritikákat kapott. A Variety magazin értékelése szerint ihlettelen folytatás, sablonos forgatókönyvvel, a humorosnak szánt jelenetek pedig erőltetettek és ostobák. A legrosszabb filmeket „díjazó” Stinkers Bad Movie Awards 1995-ös díjátadóján jelölték „folytatás, amit senki nem akart” kategóriában.

## Fordítás
- Ez a szócikk részben vagy egészben  a(z)   3 Ninjas Knuckle Up című angol Wikipédia-szócikk ezen változatának fordításán alapul.  Az eredeti cikk szerkesztőit annak laptörténete sorolja fel. Ez a jelzés csupán a megfogalmazás eredetét és a szerzői jogokat jelzi, nem szolgál a cikkben szereplő információk forrásmegjelöléseként.